# Federico Delbonis
Federico Delbonis (Azul, 5 de octubre de 1990) es un exjugador de tenis profesional argentino. Se inició de muy pequeño en el Club Bancario de Azul y continuó su formación en el Club de Remo de Azul, bajo la coordinación de Gustavo Tavernini (su entrenador hasta principios de mayo de 2021) y de Esteban Leiva.
En su carrera le ha ganado a varios jugadores Top 10, como Fernando Verdasco, Nicolás Almagro, Gilles Simon, John Isner, Juan Mónaco y más notablemente a los Top 5 Roger Federer, Stan Wawrinka, Nikolai Davydenko, Grigor Dimitrov, Tommy Robredo y Andy Murray.
Durante 2016, Delbonis fue habitual integrante del equipo argentino de Copa Davis que ganó la "Ensaladera de plata" por primera vez en la historia. Ganó en 3 sets el partido definitorio de la final ante Ivo Karlović, poniendo 3 a 2 la serie y así consagrando a la Argentina por primera vez con ese título mundial.

## Carrera

### 2009
Federico gana su primer torneo importante, el Challenger de Manerbio (Italia), al derrotar por 6-1 y 6-3 en la final al portugués Leonardo Tavares, quien, como él, venía de la clasificación. Participa 
en el Challenger de Santiago, Avanzando hasta los cuartos de final siendo detenido por su compatriota Eduardo Schwank.

### 2010
El año lo empezó tratando de jugar torneos grandes por medio de la clasificación, pero al no dar resultado, vuelve a jugar torneos Challenger. El 27 de febrero de este año Federico recibe la noticia que por las lesiones de Juan Martín Del Potro, David Nalbandian, Juan Mónaco y José Acasuso, el capitán de Copa Davis Modesto Tito Vásquez ha decidido convocarlo para enfrentar por la primera ronda a Suecia. Pero sus posibilidades se acaban cuando David Nalbandian confirma su presencia en la serie.
En el Challenger de Nápoli tuvo una gran semana perdiendo en la final con el portugués Rui Machado por un doble 6-4. Para llegar a la final le ganó a Potito Starace e Ivo Minář.
Luego logra hacer cuartos de final en el Challenger de Roma. Una semana después logra proclamarse campeón del Challenger Roma2 ganado en cuartos a: Daniel Koellerer en Semis a Rui Machado y en la final al N.º 47 del Ranking ATP y ex N.º 33 del mundo Florian Mayer por 6-4 y 6-3.
Luego de coronarse campeón del Challenger de Roma Delbo trata de volver hacer lo que intentó a principio del año tratar de meterse por la clasificación a los ATP World Tour 250 en este caso le fue bien, ya que pudo pasar al cuadro principal del ATP de Estoril en primera ronda se enfrentó a Andre Sa, en segunda ronda la pasó por W.O. y en tercera ronda le ganó al Polaco Michal Przysiezny.
Luego del Atp de Estoril va a jugar el Challenger de Zagreb donde en cuartos logra derrotar al campeón de Roland Garros 2004, Gastón Gaudio, y en semifinales pierde contra el español Santiago Ventura por 6-4 y 6-1.

### 2011

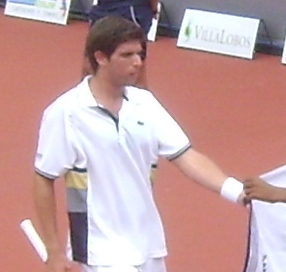
Delbonis durante el Challenger de San Pablo, en 2011.

En el 2011 vuelve a intentar entrar en torneos importantes sin mucho éxito y con fallidos intentos de lograr llegar a segunda ronda en algunos Masters 1000.
En el mes de julio vuelve a encaminarse y no solo logra ganar su primer partido de ATP sino que también llega hasta semifinales del ATP de Stuttgart derrotando en primera ronda al N.º 20 Florian Mayer, en segunda ronda al top 50 Sergiy Stakhovsky y en cuartos a Pavol Cervenak, hasta que se cruzó en semifinales con el ex-número 1 del mundo Juan Carlos Ferrero con el que pierde 3-6, 6-4 y 6-4, siendo estos 2 sets los únicos que pierde en el torneo.

### 2012

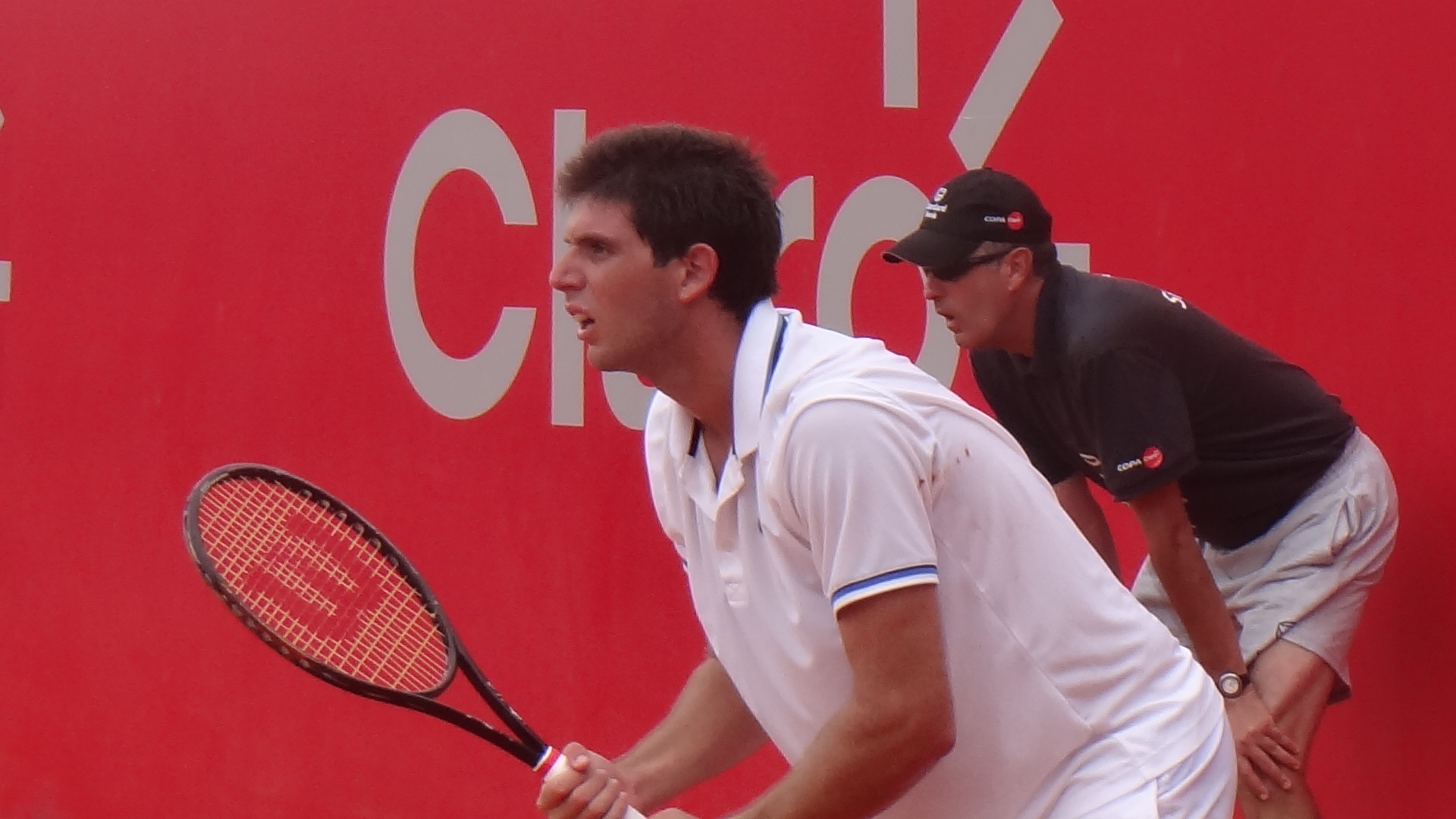
Copa Claro 2012

Alcanza los cuartos de final de un torneo ATP perdiendo ante Carlos Berlocq en el Torneo de Viña del Mar 2012. En el Mutua Madrid Open 2012 alcanza la segunda ronda siendo derrotado por Janko Tipsarević por 6-7, 7-6, 6-3, en un gran partido para el azuleño. En el torneo ATP 500 del Torneo de Hamburgo 2012, llegó a segunda ronda venciendo en primera ronda en tres sets al español Tommy Robredo (Ex N.º 5 del mundo) por 5-7, 6-0, 6-1.

### 2013
En el torneo de Torneo de Hamburgo 2013, alcanzó por primera vez la final de un torneo ATP 500 luego de derrotar a Roger Federer. Enfrentó a Fabio Fognini en la final, pero no pudo conseguir su primer título de ATP pues perdió 4-6, 7-6, 6-2. De esta manera, logró consolidarse en el puesto N°65 del Ranking (su mejor ubicación hasta ese momento).

### 2014
Comenzó en el ATP de Auckland perdiendo en primera ronda contra Donald Young y su siguiente torneo fue el Australian Open cayendo en primera ronda contra el clasificado Rola.
Sus siguientes torneos serán en Viña del Mar, Buenos Aires, Río, Sao Paulo, Indian Wells y Miami.
El 2 de marzo de 2014 conquista su primer título a nivel ATP tras batir en la final de Sao Paulo al italiano Paolo Lorenzi con parciales de 4-6, 6-3 y 6-4. 
El 9 de marzo de 2015, le da el quinto y definitorio punto de la serie de Copa Davis a Argentina, tras vencer al brasileño Thomaz Bellucci.

### 2015
Empieza de nuevo el año en el torneo de Auckland, perdiendo en primera ronda ante el francés Adrian Mannarino por un doble 1-6. Después participa en el primer Grand Slam del año, el Australian Open, perdiendo de nuevo ante Nick Kyrgios por 6-7(2), 6-3, 3-6, 7-6(5), 3-6.
En marzo es llamado a representar a Argentina en el Grupo Mundial de la Copa Davis contra Brasil, en el que juega ante Thomaz Bellucci, ganándole por 6-3, 3-6, 6-2, 7-5. Participó en los dos torneos Masters 1000 del mes de marzo, cayendo en ambos en segunda ronda.
Al mes siguiente participa en su primer Challenger del año, Sarasota, Florida, venciendo en primera ronda a Yoshihito Nishioka (6-4, 6-1), en segunda ronda a Somdev Devvarman (6-0, 7-5), en CF al americano Jared Donaldson (6-2, 6-3), en SF a Renzo Olivo (6-1, 6-2) y ganando la final ante su compatriota Facundo Bagnis (6-4, 6-2), ganando así su primer Challenger del año, en el cual no perdió ni un solo set.
En el Masters 1000 de Madrid y de Roma no pudo pasar al cuadro principal. En ese mismo mes, cae en la primera ronda de Roland Garros en manos de Juan Mónaco (7-6(4), 2-6, 1-6, 7-6(6), 2-6).
En junio ganaría su segundo torneo Challenger del año, el Challenger de Milán, jugando la final ante Rogerio Dutra Silva por 6-1, 7-6(6). Pierde la primera ronda de Wimbledon ante Grigor Dimitrov (3-6, 0-6, 4-6).
En julio juega los CF de Copa Davis, jugando un único partido ante Serbia, en el que vence a Viktor Troicki (2-6, 2-6, 6-4, 6-4, 6-2).
Participa en 4 torneos ATP 250 alcanzando los CF en uno de ellos, antes de participar en el US Open, torneo en el que cae en primera ronda ante Ivo Karlović por 3-6, 5-7, 5-7. Ese mes participa en las SF de Copa Davis, contra Bélgica, perdiendo ambos partidos que disputó, el primero ante Steve Darcis (4-6, 6-2, 5-7, 6-7(3), y el segundo ante David Goffin (5-7, 6-7(3), 3-6). Participa en varios torneos Challenger y ATP 250, y en el Masters 1000 de París, en el que pierde la primera ronda de la fase de clasificación. Termina el año en el torneo Challenger de Buenos Aires, perdiendo en primera ronda ante el portugués Gastão Elias (3-6, 7-6(4), 3-6).

### 2016

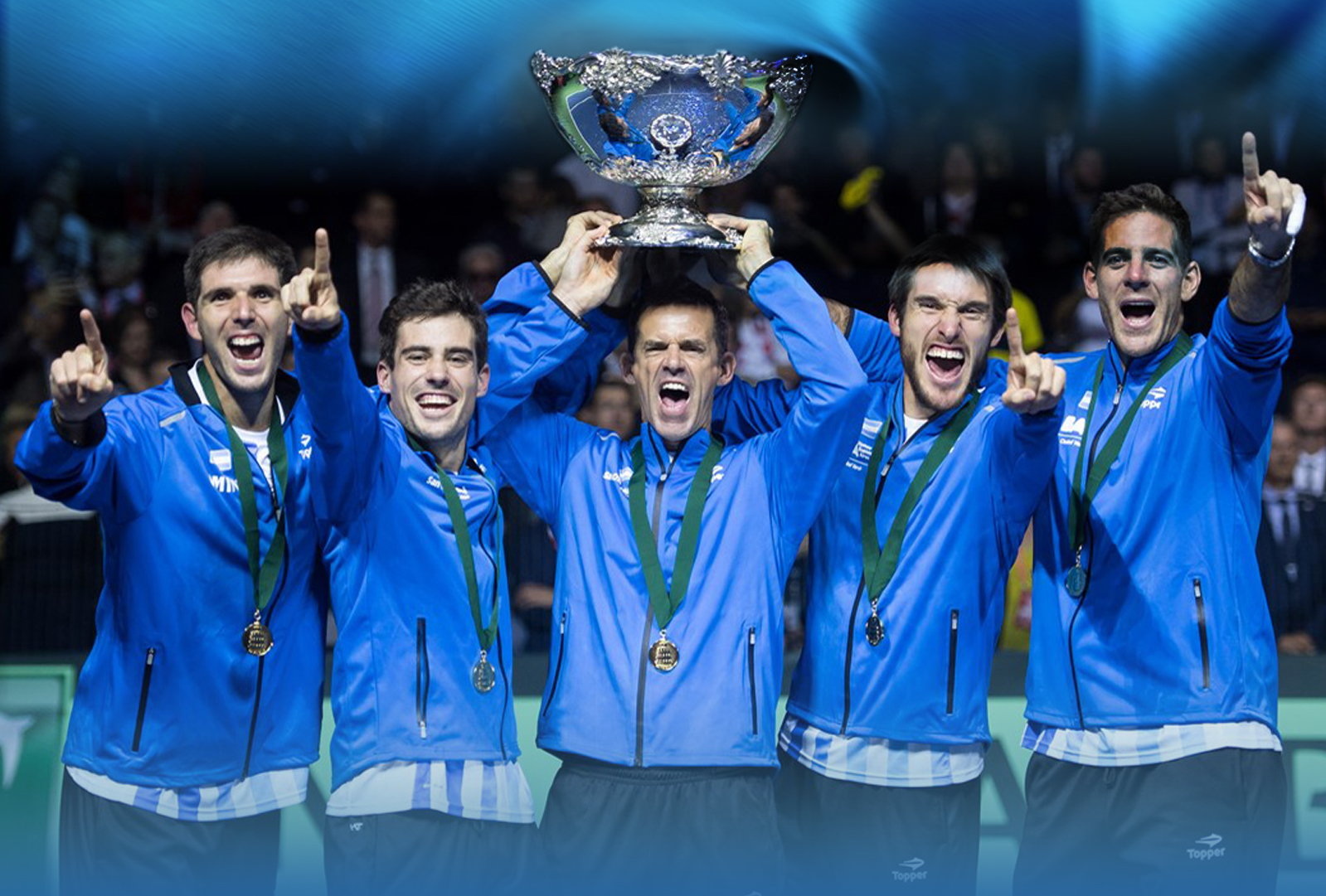
Delbonis fue integrante del equipo argentino que ganó la Copa Davis 2016

Durante 2016, Delbonis fue un importante integrante del equipo argentino de Copa Davis que ganó la "Ensaladera de plata" por primera vez en la historia. En marzo, no tuvo participación en la victoria de Argentina 3 a 2 sobre Polonia como visitante. En julio, su actuación fue fundamental, dado que le dio a los albicelestes el 2.º y 4.º punto en la victoria 3 a 1 ante Italia, venciendo a Andreas Seppi y a Fabio Fognini respectivamente. 
En septiembre, no tuvo participación en la victoria argentina a domicilio por 3 a 2 ante Gran Bretaña. 
En la final ante Croacia, Delbonis jugó el primer punto de la serie, cayendo en 5 sets en un cambiante partido ante Marin Čilić, pero ganó en 3 sets el quinto y definitivo punto ante Ivo Karlović, poniendo así 3 a 2 la serie, y de esta manera consagrando a la Argentina por primera vez con el título mundial.

### 2020
Fue reconocido por la Fundación Konex con el Diploma al Mérito como uno de los 5 mejores tenistas de la última década en la Argentina.

### 2023
Después de Roland Garros, el jugador zurdo nacido en Azul, que desde hace años lucha con una lesión de cadera que no le permitió seguir actuando con regularidad. Durante el segundo semestre de 2023 prefirió competir en torneos Challengers (la segunda división profesional) sobre polvo de ladrillo en procura de partidos y confianza. En el primer torneo, nada le pudo haber salido mejor. Se coronó en Cali, en un Challenger de categoría 75, con US$ 80.000 en premios y que tiene los mil metros de altitud como condimento extra. Como sexto preclasificado y tras no haber perdido sets en toda la semana, Delbonis llegó al capítulo final y superó al también argentino Guido Andreozzi (286°; 31 años) por 6-4, 6-7 (6-8) y 6-3, en desafiantes dos horas y 43 minutos.

### 2024
El 29 de enero de 2024, a sus 33 años de edad, anunció su retiro del tenis profesional. Su última competencia fue el ATP de Buenos Aires 2024, disputando el torneo de dobles junto a su compatriota Facundo Bagnis.

## Títulos ATP (4; 2+2)

### Individual (2)
| Leyenda                         |
| ------------------------------- |
| Grand Slam (0)                  |
| ATP World Tour Finals (0)       |
| ATP World Tour Masters 1000 (0) |
| ATP World Tour 500 (0)          |
| ATP World Tour 250 (2)          |

| N.º | Fecha               | Torneo    | Superficie        | Oponente en la final | Resultado     |
| --- | ------------------- | --------- | ----------------- | -------------------- | ------------- |
| 1.  | 2 de marzo de 2014  | São Paulo | Tierra batida (i) | Paolo Lorenzi        | 4-6, 6-3, 6-4 |
| 2.  | 10 de abril de 2016 | Marrakech | Tierra batida     | Borna Ćorić          | 6-2, 6-4      |

#### Finalista (2)
| N.º | Fecha               | Torneo   | Superficie    | Oponente en la final | Resultado        |
| --- | ------------------- | -------- | ------------- | -------------------- | ---------------- |
| 1.  | 21 de julio de 2013 | Hamburgo | Tierra batida | Fabio Fognini        | 6-4, 6-7(8), 2-6 |
| 2.  | 24 de mayo de 2014  | Niza     | Tierra batida | Ernests Gulbis       | 1-6, 6-7(5)      |

### Dobles (2)
| Leyenda                         |
| ------------------------------- |
| Grand Slam (0)                  |
| ATP World Tour Finals (0)       |
| ATP World Tour Masters 1000 (0) |
| ATP World Tour 500 (0)          |
| ATP World Tour 250 (2)          |

| N.º | Fecha              | Torneo    | Superficie        | Pareja          | Oponentes en la final       | Resultado |
| --- | ------------------ | --------- | ----------------- | --------------- | --------------------------- | --------- |
| 1.  | 4 de marzo de 2018 | São Paulo | Tierra batida (i) | Máximo González | Wesley Koolhof Artem Sitak  | 6-4, 6-2  |
| 2.  | 2 de marzo de 2019 | São Paulo | Tierra batida (i) | Máximo González | Luke Bambridge Jonny O'Mara | 6-4, 6-3  |

#### Finalista (3)
| N.º | Fecha               | Torneo    | Superficie    | Pareja            | Oponentes en la final          | Resultado           |
| --- | ------------------- | --------- | ------------- | ----------------- | ------------------------------ | ------------------- |
| 1.  | 4 de agosto de 2018 | Kitzbühel | Tierra batida | Daniele Bracciali | Roman Jebavý Andrés Molteni    | 2-6, 4-6            |
| 2.  | 21 de julio de 2019 | Bastad    | Tierra batida | Horacio Zeballos  | Sander Gillé Joran Vliegen     | 7-6(5), 5-7, [5-10] |
| 3.  | 14 de marzo de 2021 | Santiago  | Tierra batida | Jaume Munar       | Simone Bolelli Máximo González | 6-7(4), 4-6         |

### Copa Davis (1)
| Torneo          | Equipo | Eliminatorias                   |
| Copa Davis 2016 | Juan Martín del Potro Federico Delbonis Leonardo Mayer Guido Pella Juan Mónaco Carlos Berlocq Renzo Olivo | 1R: 2-3 CF: 1-3 SF: 2-3 FN: 2-3 |

## ATP Challenger Tour (16; 12+4)

### Individuales
| No. | Fecha      | Torneo                     | Superficie    | Rivales en la final    | Resultado        |
| --- | ---------- | -------------------------- | ------------- | ---------------------- | ---------------- |
| 1.  | 24.08.2009 | Challenger de Manerbio     | Tierra batida | Leonardo Tavares       | 6-1 6-3          |
| 2.  | 25.04.2010 | Challenger de Roma         | Tierra batida | Florian Mayer          | 6-4 6-3          |
| 3.  | 27.01.2013 | Challenger de Bucaramanga  | Tierra batida | Wayne Odesnik          | 7-6(4) 6-3       |
| 4.  | 14.04.2013 | Challenger de Barranquilla | Tierra batida | Facundo Bagnis         | 6-3 6-2          |
| 5.  | 19.04.2015 | Challenger de Sarasota     | Tierra batida | Facundo Bagnis         | 6-4 6-2          |
| 6.  | 28.06.2015 | Challenger de Milán        | Tierra batida | Rogerio Dutra Silva    | 6-1, 7-6(6)      |
| 7.  | 04.10.2015 | Challenger de Roma         | Tierra batida | Filip Krajinović       | 1-6, 6-3, 6-4    |
| 8.  | 25.06.2017 | Challenger de Todi         | Tierra batida | Marco Cecchinato       | 7-5, 6-1         |
| 9.  | 16.10.2017 | Challenger de Cali         | Tierra batida | Guilherme Clezar       | 7–6(10) 7–5      |
| 10. | 23.09.2018 | Challenger de Biella       | Tierra batida | Stefano Napolitano     | 6-4, 6-3         |
| 11. | 14.07.2019 | Challenger de Perugia      | Tierra batida | Guillermo García-López | 6-0, 1-6, 7-6(5) |
| 12. | 25.06.2023 | Challenger de Cali         | Tierra batida | Guido Andreozzi        | 6-4, 6-7(6), 6-3 |

### Dobles

#### Títulos
| No. | Fecha      | Torneo                     | Superficie | Pareja          | Rivales en la final               | Resultado         |
| --- | ---------- | -------------------------- | ---------- | --------------- | --------------------------------- | ----------------- |
| 1.  | 05.03.2011 | Challenger de Salinas      | Tierra     | Facundo Bagnis  | Rogério Dutra da Silva João Souza | 6-2, 6-1          |
| 2.  | 03.09.2011 | Challenger de Como         | Tierra     | Renzo Olivo     | Martín Alund Facundo Argüello     | 6-1, 6-4          |
| 3.  | 18.03.2012 | Challenger de Rabat        | Tierra     | Íñigo Cervantes | Martin Kližan Stéphane Robert     | 6-73, 6-1, [10-5] |
| 4.  | 14.04.2013 | Challenger de Barranquilla | Tierra     | Facundo Bagnis  | Fabiano de Paula Stefano Ianni    | 6-3, 7-5          |

## Clasificación histórica
| Tournament                  | 2010            | 2011            | 2012            | 2013            | 2014            | 2015            | 2016            | 2017            | 2018            | 2019            | 2020            | 2021 | Títulos    | G–P        | Porcentaje |
| --------------------------- | --------------- | --------------- | --------------- | --------------- | --------------- | --------------- | --------------- | --------------- | --------------- | --------------- | --------------- | ---- | ---------- | ---------- | ---------- |
| Torneos de Grand Slam       |                 |                 |                 |                 |                 |                 |                 |                 |                 |                 |                 |      |            |            |            |
| Abierto de Australia        | Q1              | A               | A               | A               | 1R              | 1R              | 3R              | 1R              | 1R              | 1R              | 2R              | A    | 0 / 7      | 3-7        | 30 %       |
| Roland Garros               | Q1              | Q2              | Q2              | 2R              | 1R              | 1R              | 1R              | 1R              | 2R              | 2R              | 1R              | 4R   | 0 / 9      | 6-9        | 40 %       |
| Wimbledon                   | A               | Q1              | A               | A               | 1R              | 1R              | 1R              | A               | 1R              | 1R              | ND              | 1R   | 0 / 6      | 0-5        | 0 %        |
| Abierto de los EE. UU.      | A               | Q1              | Q1              | Q1              | 2R              | 1R              | 2R              | A               | 1R              | 1R              | 1R              |      | 0 / 6      | 2-6        | 25 %       |
| Ganado-Perdido              | 0-0             | 0-0             | 0-0             | 1-1             | 1-4             | 0-4             | 3-4             | 0-2             | 1-4             | 1-4             | 1-1             | 0-0  | 0 / 26     | 8-24       | 25 %       |
| ATP World Tour Finals       |                 |                 |                 |                 |                 |                 |                 |                 |                 |                 |                 |      |            |            |            |
| ATP World Tour Finals       | No se clasificó | No se clasificó | No se clasificó | No se clasificó | No se clasificó | No se clasificó | No se clasificó | No se clasificó | No se clasificó | No se clasificó | No se clasificó |      | 0 / 0      | 0-0        | 00.00 %    |
| ATP World Tour Masters 1000 |                 |                 |                 |                 |                 |                 |                 |                 |                 |                 |                 |      |            |            |            |
| Indian Wells                | A               | A               | A               | A               | 1R              | 2R              | 4R              | 2R              | 2R              | 1R              | ND              | ND   | 0 / 6      | 6-12       | 50 %       |
| Miami                       | A               | A               | A               | A               | 1R              | 2R              | 2R              | 4R              | A               | 3R              | ND              | 1R   | 0 / 6      | 5-13       | 38 %       |
| Montecarlo                  | A               | Q1              | 1R              | A               | 1R              | A               | 1R              | A               | A               | 1R              | ND              | 2R   | 0 / 5      | 1-5        | 20 %       |
| Madrid                      | A               | Q2              | 2R              | A               | 1R              | Q2              | A               | A               | 2R              | A               | ND              | 3R   | 0 / 4      | 4-8        | 50 %       |
| Roma                        | A               | Q2              | A               | A               | 1R              | Q2              | A               | A               | 1R              | A               | A               | CF   | 0 / 3      | 3-6        | 50 %       |
| Canadá                      | A               | A               | A               | A               | 1R              | A               | 1R              | A               | A               | A               | ND              |      | 0 / 2      | 0-2        | 0 %        |
| Cincinnati                  | A               | A               | A               | A               | 1R              | A               | 1R              | A               | A               | 2R              | 1R              |      | 0 / 4      | 1-4        | 25 %       |
| Shanghái                    | A               | A               | A               | Q2              | Q1              | A               | 1R              | A               | A               | A               | ND              |      | 0 / 1      | 0-1        | 0 %        |
| París                       | A               | A               | A               | A               | A               | Q1              | A               | A               | A               | A               | 1R              |      | 0 / 1      | 0-1        | 0 %        |
| Ganado-Perdido              | 0–0             | 0-0             | 1-2             | 0-0             | 0-7             | 2-2             | 4-6             | 4-2             | 2-3             | 2-4             | 0-2             | 6-4  | 0 / 31     | 20-52      | 38 %       |
| Copa Davis                  |                 |                 |                 |                 |                 |                 |                 |                 |                 |                 |                 |      |            |            |            |
| Copa Davis                  | A               | A               | A               | A               | PO              | SF              | G               | A               | A               | A               | A               |      | 1 / 2      | 5-3        | 63 %       |
| Juegos Olímpicos            |                 |                 |                 |                 |                 |                 |                 |                 |                 |                 |                 |      |            |            |            |
| Juegos Olímpicos            | No Disputado    | No Disputado    | A               | No Disputado    | No Disputado    | No Disputado    | 1R              | No Disputado    | No Disputado    | No Disputado    | No Disputado    | A    | 0 / 1      | 0-1        | 00.00 %    |
| Ranking                     | 160             | 166             | 133             | 55              | 60              | 52              | 41              | 68              | 80              | 76              | 82              |      | $2,788,347 | $2,788,347 | $2,788,347 |

## Exhibiciones y torneos amistosos
- Copa Horizonte Seguros (2017)